# Documento nacional de identidad (Perú)
El Documento Nacional de Identidad (DNI) del Perú constituye la única cédula de identidad personal reconocida por el Estado para todos los actos civiles, comerciales, administrativos, judiciales y, en general, para todos aquellos casos en que, por mandato legal, deba ser presentado. Es un documento público, personal e intransferible y constituye también el único título de derecho al sufragio de la persona a cuyo favor ha sido otorgado. Su emisión se encuentra a cargo del Registro Nacional de Identificación y Estado Civil (Reniec).
A partir del 15 de julio de 2013 el RENIEC expide el DNI electrónico (DNI-e) que reemplazará gradualmente al DNI actual, aunque el DNI electrónico todavía no era obligatorio. El DNI electrónico está fabricado en policarbonato y tiene el formato de una tarjeta de crédito, siguiendo la norma ISO 7816. Posee un chip basado en las tecnologías de firma electrónica, tarjeta inteligente y biométrica, e incorpora inicialmente cuatro aplicativos de software: El primero de identidad eMRTD ICAO, el segundo de firma digital PKI, el tercero de autenticación biométrica por huella dactilar Match-on-Card y un cuarto de tipo genérico que incluya el almacenamiento de datos y dispositivos contadores. En junio de 2015, el DNI electrónico fue reconocido como el mejor documento de identidad de América Latina, durante la «Conferencia Latinoamericana de Imprenta de Alta Seguridad» efectuada en Lima, la cual estuvo organizada por la firma británica Reconnaissance International, dedicada a holografía, moneda, autenticación y seguridad documentaria. En diciembre de 2023, RENIEC anunció que el DNI electrónico pasará a ser obligatorio para todos los peruanos, sea mayor o menor de edad, abandonando por completo a los DNI azul (para mayores de edad) y amarillo (para menores de edad) que se llevó usando desde 1997 hasta 2023.
La validez del DNI es de ocho años, plazo a cuyo término los ciudadanos están obligados a realizar trámites de renovación, igualmente al realizar algunas modificaciones de los datos en el registro civil. Sin embargo, la expiración de DNI no aplica a personas mayor de 70 años; sin embargo, se recomienda realizar trámites para modificar algunos datos como el estado civil (en caso de enviudar o divorciarse), el cambio de domicilio u otro detalle para asegurar su validez. Además que los jóvenes de 17 deben usar el documento para regir su servicio militar voluntario o para el registro militar obligatorio.

## Historia
Diversos han sido los sistemas y documentos utilizados en el Perú con la finalidad de llevar un registro de su población. Al inicio estos sistemas sólo tenían como finalidad la contabilización de los nacimientos y defunciones, para posteriormente irse complejizando hasta registrar todos los actos civiles así como dotar a la población de un documento de identidad.

### Durante el Imperio Inca
Durante el Imperio Inca se procuraba registrar todos los hechos de importancia para la sociedad, por lo cual se contaban los nacimientos, las defunciones y otros eventos. Según Inca Garcilaso de la Vega, los incas «utilizaban el entrelazado de cintas de colores y nudos» para realizar sus registros, a los cuales denominaba «quipus» y que estaban a cargo de un administrador inca, al que llamaban «Quipucamayoc». Los registros incluían los nacimientos y muertes por cada mes, los tributos pagados al Inca cada año, especificando cada hogar que así lo hacía, así como la totalidad de personas que iban a la guerra y morían.

### Durante la época colonial
Durante la época colonial la Iglesia Católica cumplía las funciones registrales a través de las parroquias, rigiéndose por el Derecho Canónico. Mediante Real Orden del 21 de marzo de 1749 se ordenó la formación de estados mensuales de los nacimientos, matrimonios y defunciones, encargándoles el cuidado y custodia de estos libros en las mismas parroquias.

### Durante la República
Luego de producida la independencia del Perú, el Estado se hace cargo de dichas funciones delegándose en una primera fase esas responsabilidades a las prefecturas, subprefecturas y gobernaciones. 
El 21 de junio de 1852 se promulga el primer Código Civil del Perú en el cual se crean los Registros del Estado Civil, cuya gestión estaba a cargo de los gobernadores distritales. Por la Constitución de 1856, son los alcaldes provinciales y distritales los encargados de administrar el registro.

#### Creación de la Libreta Electoral

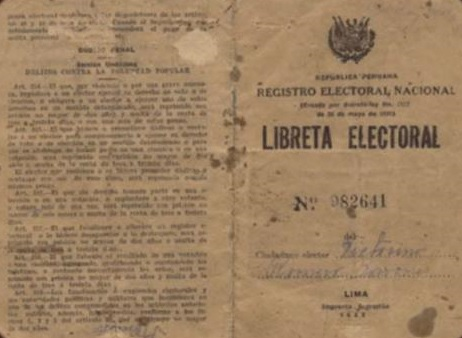
Primera Libreta Electoral creada en 1931

En 1931 se crea el Registro Electoral en el Perú y se entrega por primera vez la Libreta Electoral (LE) a ciudadanos hábiles para votar (hombres mayores de 21 años que supieran leer y escribir). También servía como cédula de identidad y fue la primera en el país, pero su principal propósito era para fines electorales.
En 1946 se crea la Libreta Electoral Municipal (LEM). Este documento tenía la apariencia de un pequeño libro con tapa y contratapa y cuatro hojas interiores. El material del cual estaba elaborado era papel simple. Entre las medidas de seguridad se encontraban la huella digital, la firma del registrador, firma de inscrito y el sello de Registro Electoral Municipal.
En 1963 se crea la Libreta Electoral de 7 Dígitos que era un documento de tres cuerpos. Este documento se entregó durante el primer gobierno del Presidente Fernando Belaúnde Terry. El material en el que se elaboró esta libreta era cartulina dúplex delgada de color blanco.
En 1978 se crea el Registro de Identidad para Analfabetos (RIA), pues antes de la aparición de este documento los analfabetos no eran tomados en cuenta para ser identificados. Este documento estaba elaborado en cartulina simple de color rosa, y constaba de dos cuerpos. Entre las medidas de seguridad mencionamos la parte anversa con la inscripción en letras en miniatura con el texto «Decreto Ley N° 22379», sello y firma del registrador, la impresión de huella dactilar, y el sello del Registro de Identificación del Jurado Nacional de Elecciones encima de la fotografía.
En 1984 se crea la Libreta Electoral de 8 Dígitos. El material que se siguió utilizando en estos años fue la cartulina dúplex delgada de color blanco a tres cuerpos. Entre sus medidas de seguridad tenía la inscripción en color salmón con letras en miniatura el texto «Jurado Nacional de Elecciones», número de la Libreta Electoral en la portada, firma del inscrito, sello y firma del registrador, sello del Jurado Nacional de Elecciones encima de la fotografía e impresión dactilar. En aquel mismo año se da la eliminación de la categoría de "color de piel" del DNI. Previamente, dicha categoría era designada como "raza" y su eliminación se dio como parte de la política de no discriminación étnico-racial.

#### Creación del Documento Nacional de Identidad

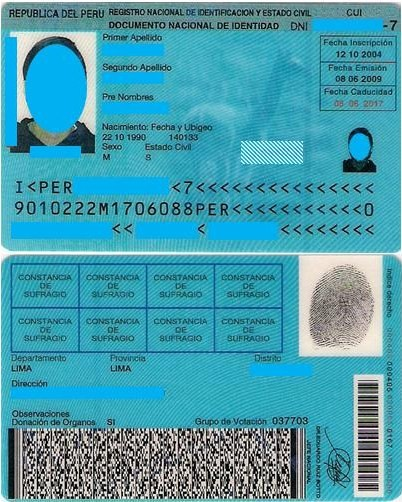
DNI creado en 1997 en su versión modificada en 2005

En 1993 se crea el Registro Nacional de Identificación y Estado Civil (RENIEC) como organismo autónomo del Estado encargado de registrar los nacimientos, matrimonios, defunciones, divorcios y otros que modifican el estado civil. Posteriormente, en 1995 se crea el Registro Único de Identificación de las Personas Naturales.
En 1996 a 1998 se crea la Libreta Electoral Mecanizada (LEM), documento de carácter transitorio pero cuya información ya era digitada por medio computarizado, no existiendo dato alguno que fuera inscrito manualmente.
En 1997 se crea el Documento Nacional de Identidad (DNI) como cédula de identidad personal en reemplazo definitivo de la Libreta Electoral. Documento Público, personal e intransferible. Su formato original fue ISO ID-02 de 10 cm de ancho por 7 cm de largo y de un solo cuerpo. En el 2005 se aprueba el formato ISO ID-01 similar al tamaño de una tarjeta de crédito 8.54 cm ancho por 5,4 cm de largo.
Con la creación del DNI también se crea el DNI de menores cuya impresión es de diferente color al de adultos. Las medidas son las mismas del DNI adulto a excepción de la carencia de huella digital y firma escaneada que corresponde al adulto que lo declara ante el RENIEC. Formato original ISO ID-02, 10 cm de ancho por 7 cm largo.
En el 2005 se aprueba el formato ISP ID-01 de tamaño 8,54 cm de ancho × 5,4 cm de largo. El DNI de menores sirve para asegurar el acceso a los servicios de salud, educación, alimentación y seguridad a los niños y adolescentes peruanos. En ese momento generó controversia sobre su gratuidad, luego que la emisión documento pasó a ser de paga para los sectores no pobres de la población.
En 2013 se implementa el DNI Electrónico, documento que posee un chip que permite al ciudadano identificarse en Internet y «hacer transacciones con el Estado desde cualquier punto de acceso a la red, por ejemplo, desde la comodidad de su casa». Los jóvenes de 18 años que por primera vez tramiten su DNI serán los primeros en obtenerlo en su versión electrónica.
En 2021 se aprobó incluir en la lista de información al factor sanguíneo del titular y además se comenzó a emitir el DNI Electrónico para menores de edad dando prioridad a los recién nacidos y a menores vulnerables.

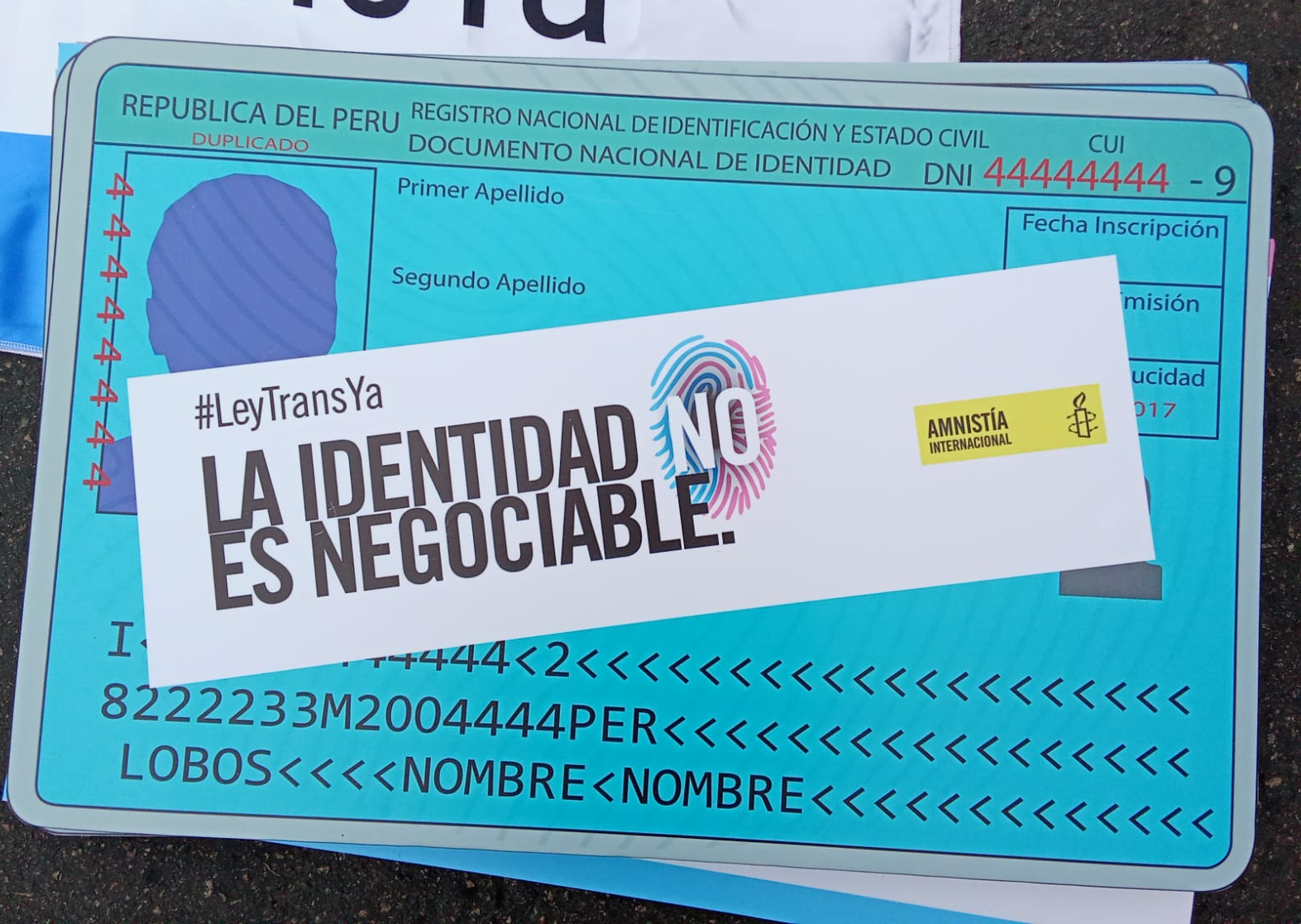
Réplica de DNI con un mensaje a favor de la autodeterminación del género y una ley trans, durante la marcha del Orgullo de Lima de 2024

En 2023, se aprobó que todos los peruanos serán donantes automáticos de órganos mostrándolo en su DNI, y en 2024 se indicó que se dejará de emitir progresivamente el DNI azul y amarillo, para dar paso al DNI Electrónico de manera universal.

## Características del DNI electrónico

Primera versión del DNI electrónico (2013).

### Características del microchip
- Sistema operativo Java Card, que posibilita la incorporación de futuras aplicaciones y contenidos.
- Capacidad criptográfica para gestión de claves RSA y firma digital con certificados.
- Memoria EEPROM de 144 Kb.
- Seguridad conforme a los estándares internacionales Common Criteria nivel EAL4+ o FIPS 140-2.
- Basic Access Control (BAC), que previene el acceso no autorizado al contenido del chip.
- Active Authentication (AA), clave RSA de 1024 bits que garantiza la autenticidad del chip e impide su clonación.
- Aplicaciones: PKI, ICAO eMRTD, Match On Card (MOC).
- Software complementario: Middleware, SDK para aplicaciones cliente, Java Card SDK

### Características de la tarjeta electrónica
- Fondo con patrón Guilloché
- Impresión de textos o motivos visibles con luz ultravioleta
- Micro línea offset
- Zona de foto con micro texto ondulado
- Dispositivo Ópticamente Variable (DOVID)
- Grabado Láser
- Tinta ópticamente variable (Optical Variable Ink - OVI)
- Elemento de seguridad microscópico (JDSU charms)
- Imagen Láser Variable (CLI)

## Procedimientos de autenticación y firma electrónica

### Proceso de autenticación con la aplicación MOC (Match-on-Card)
El chip de la tarjeta posee un sistema de autenticación a través de la tecnología biométrica, que almacena información de las impresiones digitales de los dedos índices de cada mano. Para validar la identidad del titular, se deben seguir los siguientes pasos:
1. En primer lugar, el centro de atención requiere contar con un lector de tarjetas y un lector de huellas.
2. El ciudadano presentará su DNI electrónico y colocará el dedo índice en el lector de huellas.
3. La aplicación MOC comparará la imagen archivada con la huella dactilar.
4. Si ambas imágenes coinciden, la tarjeta responderá afirmativamente, procediendo a la validación de la identidad.

### Procedimiento de autenticación y firma electrónica con la aplicación PKI
El DNI electrónico ofrece la posibilidad de firmar digitalmente documentos electrónicos y autenticar la identidad mediante la aplicación PKI. Para hacer uso de esta herramienta, el usuario debe disponer de una lectora de tarjetas conectada a su computadora, y opcionalmente, de un dispositivo de lectura de huellas dactilares o lector biométrico.
- Para autenticar la identidad: El ciudadano ingresa al sitio web de la institución pública. Si es requerida la identificación, deberá introducir el DNI-e en la lectora de tarjetas. La verificación se produce introduciendo el PIN de autenticación (Número de Identificación Personal) o si dispone de un lector biométrico, la huella dactilar.

- Para firmar electrónicamente: Para que el ciudadano pueda firmar digitalmente un formato o documento electrónico, deberá primero introducir su DNI-e en la lectora de tarjetas, el sistema solicitará el PIN de firma, la tarjeta efectuará la verificación, de resultar satisfactoria se obtendrá un archivo firmado digitalmente.

## Certificados incluidos
El chip del DNI-e contendrá los certificados digitales que se muestran a continuación:
- Certificado raíz de la Entidad de Certificación Nacional del Estado Peruano (ECERNEP)
- Certificado digital de la Entidad de Certificación del Estado Peruano (ECEP)
- Certificados digitales del ciudadano

## Información mostrada en el DNI electrónico
De forma similar al DNI anterior, el DNI-e contiene la siguiente información:
- Número del CUI (Código Único de Identificación)
- Primer apellido (apellido paterno) - obligatorio, pero puede modificarse con el apellido materno.[15]
- Segundo apellido (apellido materno)
- Prenombres (nombres)
- Sexo
- Estado civil
- Fecha de nacimiento
- Ubigeo de nacimiento (código del departamento, provincia y distrito)[16]
- Nacionalidad (siglas del país)
- Fecha de emisión
- Fecha de caducidad
- Grupo de votación (para la versión de mayores de 17 años)
- Donación de órganos (para la versión de mayores de 17 años) - positivo desde 2024.
- Fotografía
- Firma (para la versión de mayores de 17 años)
- Huella del índice derecho
- Departamento, provincia y distrito de domicilio
- Dirección
- Nombres de los padres (para la versión de menores)
- Grupo sanguíneo

## DNI peruano como documento de viaje
Para viajar fuera de Perú o retornar al país, los peruanos requieren documentos de identidad o documentos de viaje para transitar y pasar los controles migratorios en aeropuertos o fronteras terrestres; sin embargo hay países a los que los peruanos pueden viajar solo con el DNI, sin la necesidad de portar el Pasaporte peruano o  Visa de Viaje, gracias a acuerdos internacionales.
Perú es un Estado Miembro de la Comunidad Andina y un miembro asociado del Mercosur, por lo que los ciudadanos peruanos pueden ingresar a los países miembros de estos acuerdos solo con la presentación de su DNI, así mismo los ciudadanos de los países miembros pueden ingresar a Perú solo con la presentación de su respectivo documento de identidad; estos países son:
| Comunidad Andina | Documentos de viaje permitidos                            | Mercosur  | Documentos de viaje permitidos                                |
| Bolivia          | Cédula de identidad boliviana Pasaporte boliviano         | Argentina | Documento nacional de identidad argentino Pasaporte argentino |
| Colombia         | Cédula de ciudadanía colombiana Pasaporte colombiano      | Bolivia   | Cédula de identidad boliviana Pasaporte boliviano             |
| Ecuador          | Cédula de ciudadanía ecuatoriana Pasaporte ecuatoriano    | Brasil    | Carteira de Identidade brasileña Pasaporte brasileño          |
| Perú             | Documento nacional de identidad peruano Pasaporte peruano | Chile     | Cédula de identidad chilena Pasaporte chileno                 |
|                  |                                                           | Colombia  | Cédula de ciudadanía colombiana Pasaporte colombiano          |
|                  |                                                           | Ecuador   | Cédula de ciudadanía ecuatoriana Pasaporte ecuatoriano        |
|                  |                                                           | Paraguay  | Cédula de identificación civil paraguaya Pasaporte paraguayo  |
|                  |                                                           | Perú      | Documento nacional de identidad peruano Pasaporte peruano     |
|                  |                                                           | Uruguay   | Cédula de identidad uruguaya Pasaporte uruguayo               |